# Архив Буресвета
Архив Буресвета (Архив Штормсвета) (англ. The Stormlight Archive) — серия эпических фэнтези-романов, написанная американским писателем Брэндоном Сандерсоном. Первая из десяти запланированных книг «Путь королей»" была опубликована 31 августа 2010 года. Вторая, «Слова Сияния», была опубликована 4 марта 2014 года. Третья, «Давший клятву», — 14 ноября 2017 года. Четвёртая, «Ритм войны», в 2-х томах, — 17 ноября 2020 года.  31 марта 2022 объявлено о выходе пролога к пятой книге серии. 

## Книги серии
| #  | Оригинальное название | Русское название | Выход 1-го издания | Главы | Фокус на персонаже |
| -- | --------------------- | ---------------- | ------------------ | ----- | ------------------ |
| 1. | The Way of Kings      | Путь королей     | 31 августа 2010    | 75    | Каладин            |
| 2. | Words of Radiance     | Слова Сияния     | 4 марта 2014       | 89    | Шаллан             |
| 3. | Oathbringer           | Давший клятву    | 14 ноября 2017     | 122   | Далинар            |
| 4. | Rhythm of War         | Ритм войны       | 17 ноября 2020     | 117   | Вэнли              |
| 5. | Wind and Truth        | Ветер и Истина   | декабрь 2024       | ?     | Сзет сын Нетура    |